# Сима (оболонка Землі)

Земна кора

Си́ма (рос. сима, англ. Sima, нім. Sima n) — застаріла назва оболонки Землі, в складі якої переважають Si та Mg (звідси і назва); під океанами сима слугує зовнішньою оболонкою Землі, а на континентах залягає під шаром сіалю. Термін введений в кінці ХІХ ст. для позначення шару, який підстилає сіаль.